# إبراهيم الإمام
أَبُو إسْحَاق إِبراهيم بنُ مُحَمَّد بنُ عَليُّ بنُ عَبدُ الله بنُ اَلعَبَّاس اَلهاشِميُّ القُرَشيُّ اَلمَعرُوف إبراهيم الإمام (82 هـ / 701 م -131 هـ / 748 م) ثاني إمام للدَّعْوَة اَلعَبَّاسيَّة ومُظهرِها بَعد سِرِّيَتِها، وهو أخُ الخليفتين فيِما بَعد أبو اَلعَبَّاس السَّفَّاح وأبي جَعْفَر اَلْمَنْصُور، يكنى بأبي إسحاق، ولد في الحُمَيمة سنة 82 للهجرة /701 ميلاديّ.
عهد إليه والِدهُ الإمام مُحَمَّد بالإمَامَةِ بَعْدُه حينما كانت الدَّعوة العَبَّاسيَّة سِريَّة، وبعد تولّي إبراهيم الإمامة عام 743 أرسل الوفود بقيادة أبو مُسلِم الخُراسانيّ مَمثَّلاً عَنهُ إلى خُراسان المَعقَل الهام والأكبر لِلدَّعوة في عام 745، ودعاه لحشد الآراء والرِّجال على أن لا يَعرفوا هَويَّتهُ حتى التَّمكين وَ وُصولِهم إلى أرض اَلسَّواد، وبعد أن استتبّت الأمور دعا للثورة على الأمويين في 746 فبلغ خبره الخليفة الأمَويُّ مروان بن محمد، فأخذه وحبسه مدة بحران ثم قتله غيلة، فبويع أخيه أبو اَلعَبَّاس بعد أن أوصَى له بتسلُّم الرَّايَةَ مِن بَعْدِه وحينما بلغ خبر مَقتَلُه حزِن عليه بَنو اَلعَبَّاس وقرَّر أقارِبَهُ وعشيرَتَهُ لَبس السَّواد حُزناً عليه، وذلك أول ما لبسوه فصار شعاراً لهم كما ذكره العسكري في «الأوائل».
تزوج إبراهيم من أم جعفر بنت عليّ زَيْنَ اَلعَابِدِين بن اَلحُسَين بن عَليُّ بنَ أبي طالِب وأنجَبَ مِنها إسحاق وعَبدَ الوَهَاب.

## سيرته
أوصى إليه أبوه مُحَمد بن علي العبَّاسي، فسُمي بالإمام بعد أبيه. وانتشرت دعوته بخراسان، ووجه إليها بأبي مسلم واليًا على دعاته، فانتصر هناك، فكان يدعو إلى طاعة إبراهيم الإمام من غير تصريح باسمه إلى أن ظهر أمره، وكانت شيعتهم يختلفون إليه ويكاتبونه من خراسان.

### قصه وفاته
ورُوى أن أبا مسلم أرسل إلى إبراهيم الإمام رسالة مع رسول عربي، فلما وصل الرسول إلى إبراهيم رآه عربيًا فصيحًا. فكتب إلى أبي مسلم: «ألم أنهك عن أن يكون رسولك عربيًا، يطلع على أمرك، فإذا أتاك فاقتله»، فأحس الرسول بشيءٍ، فقرأ الرسالة، فذهب بها إلى الخليفة الأموي مروان بن محمد، وأبلغ عن إبراهيم الإمام.
فكتب مروان بن محمد إلى نائب دمشق أن يحضره، فبعث نائب دمشق بريدًا ومعه صفته ونعته، فذهب الرسول فوجد أخاه أبا العباس السفاح، فاعتقد أنه هو فأخذه فقيل له: إنه ليس به، إنما أخوه. فدل على إبراهيم فأخذه وذهب معه بأم ولد، كان يحبها، وأوصى إلى أهله أن يكون الخليفة من بعده أخوه أبو العباس السفاح، وأمرهم بالمسير إلى الكوفة، فارتحلوا من يومهم إليها، منهم أعمامه الستة وهم: عبد الله، وداود، وعيسى، وصالح، وإسماعيل، وعبد الصمد، بنو علي، وأخواه: أبو العباس السفاح، ومحمد، ابنا محمد بن علي، وابناه: محمد، وعبد الوهاب، ابنا إبراهيم الإمام الممسوك. فلما دخلوا الكوفة أنزلهم أبو سلمة الخلال دار الوليد بن سعد، مولى بني هاشم، وكتم أمرهم نحوًا من أربعين ليلة من القواد والأمراء، ثم ارتحل بهم إلى موضع آخر، ثم لم يزل ينقلهم من مكان إلى مكان حتى فتحت البلاد، ثم بويع للسفاح.
أما إبراهيم بن محمد الإمام فحبسه مروان بن محمد بحرَّان، وما زال في السجن حتى مات في صفر 131 هـ، وعمره ثمان وأربعين سنة.

### روايته للحديث
روى إبراهيم عن أبيه، وجده، وعن عبد الله بن محمد بن الحنفية. وروى عنه ابنه محمد وأخواه وأبو مسلم الخراساني. وكان جواداً، فاضلاً، خليقاً للإمارة.